# Erhardt Island
Erhardt Island – niezamieszkana wyspa w Archipelagu Arktycznym, w regionie Qikiqtaaluk, na terytorium Nunavut, w Kanadzie. Znajduje się u zbiegu Cieśniny Hudsona i Morza Labradorskiego. W pobliżu Erhardt Island położone są wyspy: MacColl Island, Observation Island, King Island, Clark Island, Lawson Island, Leading Island i Goodwin Island.